# Пайн-Гроув-Міллс (Пенсільванія)
Пайн-Гроув-Міллс (англ. Pine Grove Mills) — переписна місцевість (CDP) в США, в окрузі Сентр штату Пенсільванія. Населення — 1481 особа (2020).

## Географія
Пайн-Гроув-Міллс розташований за координатами 40°43′54″ пн. ш. 77°53′18″ зх. д. / 40.73167° пн. ш. 77.88833° зх. д. (40.731529, -77.888417).  За даними Бюро перепису населення США в 2010 році переписна місцевість мала площу 6,49 км², уся площа — суходіл.

## Демографія
Згідно з переписом 2010 року, у переписній місцевості мешкали 1502 особи в 595 домогосподарствах у складі 403 родин. Густота населення становила 232 особи/км².  Було 639 помешкань (99/км²).
Расовий склад населення:
| - 93,9 % — білих - 2,0 % — азіатів - 1,9 % — чорних або афроамериканців - 0,1 % — корінних американців |

До двох чи більше рас належало 1,9 %. Частка іспаномовних становила 2,1 % від усіх жителів.
За віковим діапазоном населення розподілялося таким чином: 25,8 % — особи молодші 18 років, 60,6 % — особи у віці 18—64 років, 13,6 % — особи у віці 65 років та старші. Медіана віку мешканця становила 38,9 року. На 100 осіб жіночої статі у переписній місцевості припадало 95,8 чоловіків;  на 100 жінок у віці від 18 років та старших — 94,3 чоловіків також старших 18 років.
Середній дохід на одне домашнє господарство  становив 71 513 долари США (медіана — 73 816), а середній дохід на одну сім'ю — 88 166 доларів (медіана — 84 063). За межею бідності перебувало 3,3 % осіб, у тому числі 0,0 % дітей у віці до 18 років та 7,1 % осіб у віці 65 років та старших.
Цивільне працевлаштоване населення становило 653 особи. Основні галузі зайнятості: освіта, охорона здоров'я та соціальна допомога — 39,8 %, роздрібна торгівля — 21,1 %, фінанси, страхування та нерухомість — 12,7 %, науковці, спеціалісти, менеджери — 10,7 %.